# Bulbophyllum oreocharis
Bulbophyllum oreocharis är en orkidéart som beskrevs av Rudolf Schlechter. Bulbophyllum oreocharis ingår i släktet Bulbophyllum och familjen orkidéer. Inga underarter finns listade i Catalogue of Life.